# José Lins de Albuquerque
José Lins de Albuquerque (Crateús, 6 de agosto de 1920 — Brasília, 3 de novembro de 2014) foi um professor, engenheiro e político brasileiro, senador e deputado federal pelo Ceará.

## Biografia
Era filho de Edgard Albuquerque e Francisca Lins de Albuquerque. Entre os políticos de sua família paterna está José Mariano de Albuquerque Cavalcanti, um governador do Ceará. Engenheiro graduado em 1947 pela Escola de Minas de Ouro Preto da Universidade Federal de Ouro Preto. Em 1948, foi diretor da Companhia de Força e Luz de Belo Horizonte até 1950 quando retornou ao Ceará assumindo a direção da Escola de Engenharia da Universidade Federal do Ceará. Convidado por Virgílio Távora assumiu a Secretaria de Viação e Obras em 1963, foi realocado na Secretaria de Planejamento em 1965 permanecendo no cargo nos governos de Franklin Chaves e Plácido Castelo. Em 1968 foi nomeado para a Superintendência do Desenvolvimento do Maranhão (SUDEMA) pelo governador José Sarney e a partir de 1969 foi diretor-geral do Departamento Nacional de Obras Contra as Secas (DNOCS).
No governo Ernesto Geisel assumiu a Superintendência do Desenvolvimento do Nordeste (SUDENE) em 1974 deixando o cargo após quatro anos quando já estava filiado à ARENA. Em 1978 foi eleito senador pelo Ceará e com o fim do bipartidarismo filiou-se ao PDS. Votou em Tancredo Neves para presidente da República no Colégio Eleitoral em 1985 filiando-se ao PFL em abril daquele ano.
Em 1986 elegeu-se deputado federal e na Assembleia Nacional Constituinte instalada em 1987 foi um dos articuladores do "Centrão", sendo inclusive o relator do anteprojeto de constituição elaborado por esse grupo.
Em setembro de 1990, em entrevista à Folha de S.Paulo, afirmou que a constituição fora elaborada sob pressão da esquerda e via com entusiasmo o Congresso Revisor. Não concorreu a reeleição, encerrando o mandato em fevereiro de 1991.

## Homenagens
- Uma rua em João Pessoa foi nomeada em homenagem ao político.[4]